# سوبهیتا دولیپالا
سوبهیتا دولیپالا (به انگلیسی: Sobhita Dhulipala) (زاده ۳۱ می ۱۹۹۲) بازیگر و مدل هندی است.
از فیلم‌هایی که وی در آن نقش داشته‌است می‌توان به آشپز، کالاکندی، جسد، رامان راگاو، پونیین سلوان: قسمت اول، داستان‌های ارواح، ساخته‌شده در بهشت، پونیین سلوان: قسمت دوم و سرگرد اشاره کرد.